# Студенець (Вілейський район)
Студенець (біл. вёска Студзянец) — село в складі Вілейського району Мінської області, Білорусь. Село підпорядковане Хотеньчицькій сільській раді, розташоване в північній частині області.

## Історія
У 1921–1945 роках застінок знаходилось у Польщі, у Вільнюській губернії, Вілейського повіту, гміні Хотеньчиці.

## Населення
- 1921 рік - 42 люди, 4 будинки[1]
- 1921 рік - 84 люди, 11 будинки[2].
- 1931 рік - 91 люди, 19 будинки[3].